# 湖微菌属
湖微菌属（学名：Lacimicrobium）也称湖菌属，是交替单胞菌科下的一属。此属的物种都是革兰氏阴性、兼性需氧和运动性的细菌。此属的模式种是嗜碱湖微菌（Lacimicrobium alkaliphilum）。

## 下属物种
本属包括以下物种：
- 嗜碱湖微菌 Lacimicrobium alkaliphilum Zhong et al. 2016，也称嗜碱湖菌